# فصل تراشیدن مو
«فصل تراشیدن مو» (به انگلیسی: Buzzcut Season) ترانه‌ای از خواننده نیوزیلندی لرد است که از نخستین آلبوم استودیویی خود قهرمان محض (۲۰۱۳) گرفته شده‌است. این ترانه در ۲۳ سپتامبر ۲۰۱۳ توسط گروه موسیقی یونیورسال (یوام‌جی) به عنوان یک تک‌آهنگ تبلیغاتی از این آلبوم منتشر شد. «فصل تراشیدن مو» توسط لرد و جوئل لیتل نوشته شده و شامل عناصری از موسیقی گرمسیری است. ترانه در مورد «مسخره بودن زندگی مدرن» بحث می‌کند.